# Gordana Pajska
Gordana Pajska je hrvatska rukometašica iz Splita. Igrala je za jugoslavensku reprezentaciju.